# 混沌與秩序Online
混沌与秩序Online（英语：Order and Chaos Online）是法国知名手机游戏开发商Gameloft为iOS、Android、Windows Phone、Windows设备开发的一款MMORPG游戏，iOS平台发行于2011年4月27日2012年6月27日，Android和Windows Phone则发行於2013年7月10日。目前支援英文、韩文、日文、简体中文、繁体中文、法文、德文、意大利文、西班牙文、葡萄牙语（巴西）、俄文、土耳其语、阿拉伯语与印尼语等14种语言。而这游戏被不少玩家认为是手机版的魔兽世界。2011年5月，Gameloft宣布这游戏发行20日已经带来一百万美元的收入。

## 游戏
游戏采用第一人称或第三人称视角。玩家可以使用手指捏合缩放自己的观看距离和/或角度。行动采用位于屏幕左下角的虚拟摇杆控制。玩家可以通过完成任务、打怪或（和）副本来升级，当玩家角色达到5级时将解锁天赋系统，达到20级时解锁坐骑系统。

## 背景
游戏背景开始于哈拉顿大陆，由混沌与秩序两大阵营互相比较竞争。后期出现的烈焰修道院也占了结局重要的一部分。游戏内容随着逐次更新，会有新的剧情展开，与地下城的内容也息息相关。每部分（系列）的地下城属于一段衔接的故事。在主线任务中关于故事剧情的情节并不多，这些剧情都为地下城任务线。

### 阵营
本游戏有三大阵营：
秩序：人类和精灵将维护世界的秩序。
混沌：兽人和亡灵试图将世界拉入混沌的世界中。
中立：蒙德尔人处于中立状态。

### 职业
战士 拥有高防御力，还有平均稳定的输出。 精通页面中分为「鲜血」（狂战）和「护卫」（盾）。角色性质能选择输出或坦克。
游侠 有很高的灵敏度，以及远距离或近战攻击能力。 精通页面中分为「射手」和「刺客」。角色性质只能选择输出。（高级游侠有时也能当作坦克。）
法师 高攻击力，拥有远距离攻击或治疗的能力。 精通页面中分为「元素」和「占星师」。角色性质能选择输出或治疗。
僧侣 可帮助他人或自己回复生命。 精通页面中分为 「圣灵」（治疗）和「武术」。角色性质能选择治疗或输出。
烈焰骑士 高防高攻的近战物理职业。精通页面中分为「戌卫」（盾） 和「炎王」（战士）。角色性质能选择输出或坦克。只有账号下有一满级角色方可创建且骑士初始等级为65级。

### 秩序种族
人类：人类总是怀着期待的目光，他们追求改变世界的权利，不论结果如何。他们的居住地是黑暗世界中的灯光，人类不断地追求、探索新的土地。
精灵：一个与森林有着密切关系的古老种族，他们有着一个独立的世界观。 
烈焰骑士：卡林的追随者。

### 混沌种族
兽人：兽人喜欢近战和陷入疯狂的战斗中，他们不想撤退或投降。人们认为他们是野蛮、残忍的掠夺者，他们深绿色的皮肤里流淌着骄傲和崇拜的血液。
亡灵：一个自私、狡猾的种族，他们拥有世界上所有的时间去追求自己的梦想，直到它们变成噩梦。

### 中立种族
蒙德尔人：他们出生于蒙德尔村庄，是一群可爱的矮人。

### 等级
本游戏由等级分级，总共有1到75级。

### 区域
分为12个区域（地图）：

烈日之地、田园牧歌森林、蒙德尔村庄，分别为兽人/亡灵、人类/精灵和蒙德尔的起始村庄，建议等级为0-10级。
圣域：等级为65以上，同时也是烈焰骑士的出生地。
泪之海岸：建议等级为10-20级。
飞龙沼泽：建议等级为20-30级。
耳语群岛：建议等级为30-40级。
大沙漠：建议等级为40-50级。
辛斯卡德裂口：建议等级为50-60级。
地下疆域：建议等级为60-65级。
永冻霜原：建议等级为65-70级。
深红海滩：建议等级为71-72级。
黑曜石海岸：建议等级为70-72级。
石化森林：建议等级为72-73级。
牺牲祭坛：建议等级为73-75级。
3个主城：格林蒙特、圣域和灰市
空中花园任务所需到达地，也有玩家会刻意去参观。

### 坐骑
混沌的坐骑按等级划分分为一级、二级、三级和四级，其速度和稳定性因等级而不同，等级越高属性越好，同时外观也更漂亮。
坐骑的刷新为随机。其中三四级坐骑刷新时会全服广播。
按使用地点可分为野外和竞技场坐骑。
高等的灵魂坐骑某方面代表了玩家的经验及地位。
抓取坐骑需要使用契约石，也可以从商城购买提高捕获几率的稀有道具。

### 宝石
游戏的宝石系统能使装备性能提升。分为1到5级。

### 地下城
分为普通跟传奇。
| 地下城全称               | 地下城简称     |
| ------------------------ | -------------- |
| 科纳斯瓦斯监狱           | 监狱           |
| 遗迹之匙                 | 遗迹           |
| 初生神域                 | 龙本           |
| 萨兰：下城区             | 下城           |
| 萨兰：宫廷区             | 宫廷           |
| 幻灵梦境                 | 幻本           |
| 合金通灵塔               | 合金           |
| 无限齿轮深渊             | 无耻（齿）     |
| 烈焰：狂乱的田园牧歌森林 | 田园           |
| 烈焰：维利亚神殿废墟     | 废墟           |
| 烈焰：崩塌之命运         | 下水道         |
| 烈焰：信仰的重生         | 泪本           |
| 烈焰崛起：逐影           | 沼泽本、鳄鱼本 |
| 烈焰崛起：进入黑暗       | 黑暗           |
| 烈焰崛起：燃尽长夜       | 长夜           |
| 烈焰崛起：星辰领域       | 星辰           |
| 宝藏洞                   | 宝洞           |
| 爬虫宝库(传奇暫未开放)   | 虫洞           |
| 失败祭坛：索门           | 索门           |
| 扭曲领地                 |                |
| 最终封印：混沌天空神殿   | 天空           |